# 災害派遣医療チーム

災害派遣医療チーム（さいがいはけんいりょうチーム）は、医師、看護師、医師・看護師以外の医療職および事務職員で構成され、大規模災害や多数の傷病者が発生した事故などの現場で、おおむね48時間以内に活動できる機動性を持った、専門的な訓練を受けた医療チームである。Disaster Medical Assistance Team の頭文字から「ＤＭＡＴ」（ディーマット）と呼ばれる。

DMATのロゴマーク　左側に各都道府県名が印字される

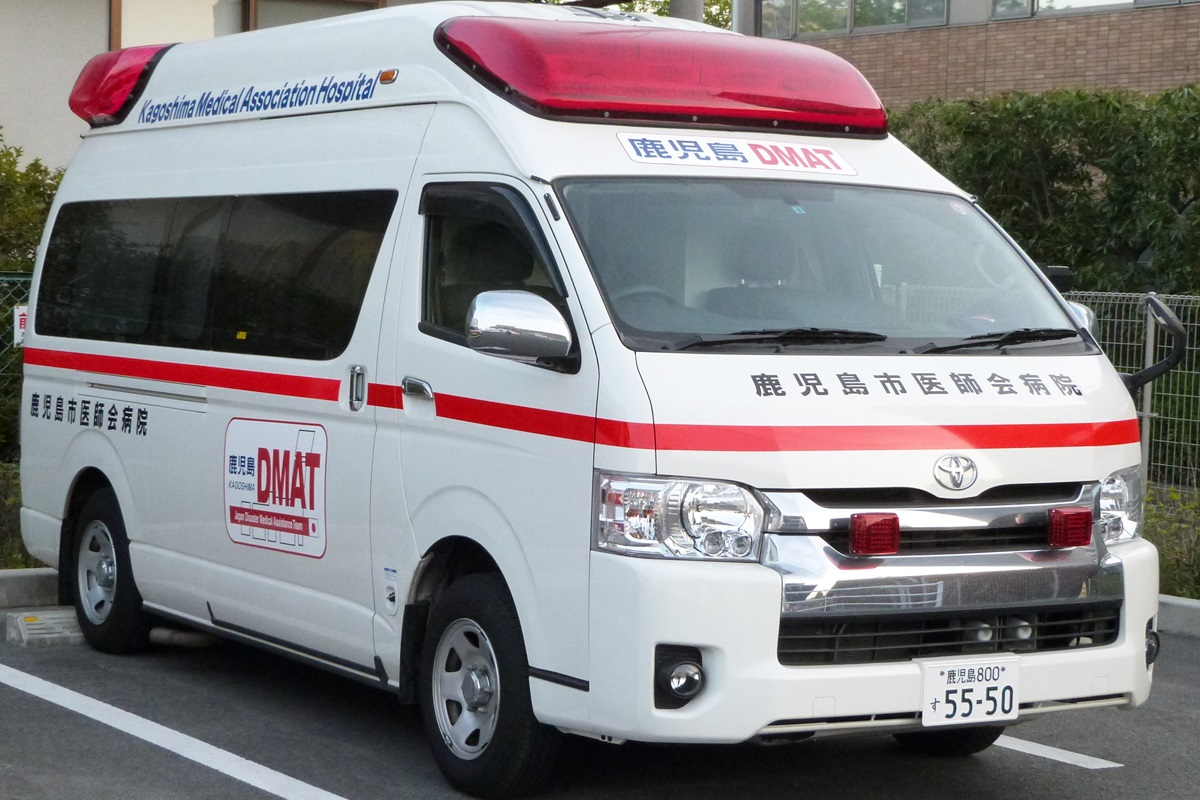
DMATで災害出動した医療機関の救急車（鹿児島DMAT）

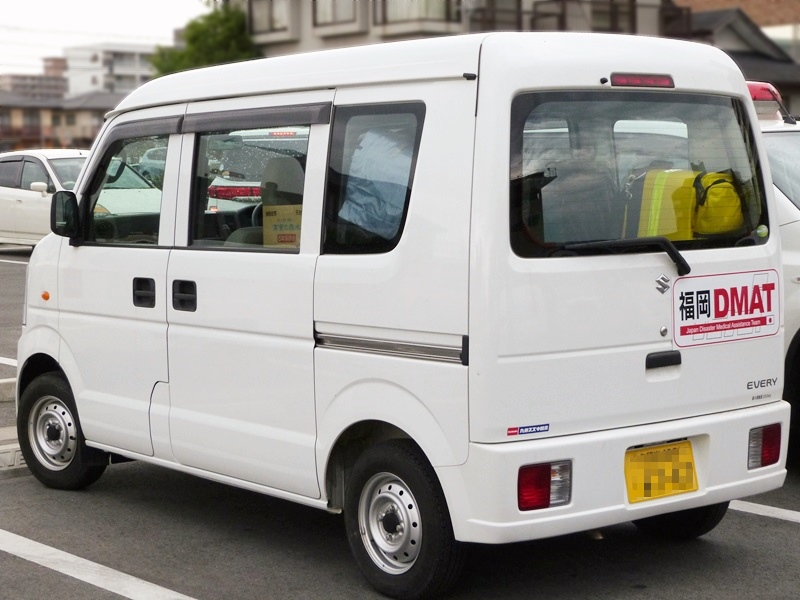
DMATで災害出動した医療機関の公用車（福岡DMAT）

## 概要
- 大規模災害や事故の発生直後に現場に入り、負傷者の緊急治療などの活動ができるように訓練された医療チームであり、災害発生からおおむね48時間以内に現場での応急治療や重症患者の医療機関への搬送、現地の病院支援などの活動を開始する[3]。
- 参集拠点は、被災都道府県の災害拠点病院[4]。
- 発足の2005年（平成17年）には300人程度だったが、2011年（平成23年）には6,000人、2014年（平成26年）には9,000人となった。
- 災害発生から48時間以内を目安として活動する[4]が、発災から約72時間以上が経過すると急性期の患者数も落ち着き、100時間程度で後方支援基盤が整うことから活動は終結する。しかし災害の種類や規模によっては、被災地の医療体制が回復しない場合もある。このような場合には、日本医師会が統括する 「日本医師会災害医療チーム （ＪＭＡＴ）」が、撤退するDMATと交替するようにして被災地に派遣され、地域の医療体制が回復するまでの間、医療支援を続ける。

### 日本DMAT
日本DMATは2005年（平成17年）4月に、厚生労働省によって発足した。主に大規模災害時に全国から派遣され、広域医療搬送・SCU（臨時医療拠点・英語：Staging Care Unit）・病院支援・域内搬送・現場活動などを行う。

### 都道府県DMAT
- 都道府県DMATは2004年（平成16年）に、東京DMATが発足、2006年（平成18年）には大阪DMATが発足し、その他の道府県でも配備が進んでいる。主に域内災害時において現場医療活動を行う。
- 横浜市では、DMATとは別組織のＹＭＡＴ(Yokohama Medical Ambulance Team)が平成20年3月28日から市内5病院にて運用されている[6]。

## 域内災害への対処
消防と連携して活動する。被災地県の要請に基づき各都道府県からDMAT指定医療機関へDMAT出動要請が出され、要請を受けた指定医療機関ではDMATを編成待機させる。消防にDMAT連携隊が組織されている地域で、連携隊を利用して出動する場合、消防は医療機関へ連携隊を派遣し、DMAT隊員は連携隊の専用車両で発災現場または負傷者の受入病院に出動する（最近は病院所有の救急車やドクターカー、ドクターヘリで出動する場合もある）。東京DMATの場合は東京消防庁のDMAT連携隊の車両で出動する事を基本として、場合によっては東京都の配備したDMATカーなどで出動している。
一方、DMAT連携隊が組織されていない地域または連携隊を利用しない場合は、各病院が保有する救急車や患者搬送車、公用車などで被災地へ出動し、災害医療を行う。参集場所は、被災都道府県の基幹災害拠点病院である。なお、DMATは大規模災害時の対応を目的創設されたものであり、東京DMATやドクターカーのように一般の災害にも日常的に出動している地域は少ない。東京都でもドクターカー運用を行っている医療機関では一般の救急事案はドクターカー、大規模災害時は東京DMATとして活動しているケースもある。

## 大規模災害への対処
被災地の都道府県から他の都道府県、厚生労働省、文部科学省、国立病院機構などに出動を要請する。東京DMATの場合は緊急消防援助隊東京都隊が災害現場において人命救助に有効であるとし東京消防庁が必要と判断した場合に、東京都福祉保健局が東京DMATを要請する。活動にあたっては国立病院機構災害医療センター内に置かれる日本ＤＭＡＴ事務局の指導の下、都道府県災害対策本部に置かれる都道府県DMAT調整本部の調整・指示を受け、各派遣先ではDMAT活動拠点本部（被災地の災害拠点病院に設置される）の指示を受ける。

## 広域医療搬送
東南海・南海地震に際し、平成19年3月に中央防災会議では、「東南海・南海地震応急対策活動要領」に基づき被災各県の広域搬送拠点を定めている。また平成27年3月には、「南海トラフ地震における具体的な応急対策活動に関する計画」に基づき、南海トラフ巨大地震に対する拠点も定められた。

### 想定される被災地内のSCU一覧
特記がないものは南海トラフ巨大地震に対する拠点。
- 山梨県
  - 小瀬スポーツ公園
- 長野県
  - 松本空港
  - 犀川第2緑地
- 岐阜県
  - 岐阜基地
- 静岡県
  - 浜松基地
  - 静岡空港
  - 愛鷹広域公園
- 愛知県
  - 名古屋飛行場（小牧基地）
- 三重県[10] - 東南海・南海地震に対する拠点を兼ねる
  - 三重大学
    - 管理協力病院 – 三重大学医学部附属病院

  - 宮川ラブリバー公園
    - 管理協力病院 – 伊勢赤十字病院

  - 三重県立看護大学
  - 三重県広域防災拠点（伊勢志摩拠点）
- 滋賀県
  - 滋賀医科大学グラウンドおよび体育館
  - 滋賀県立大学多目的ホール
- 京都府
  - 京都御苑
- 大阪府
  - 関西国際空港
  - 八尾空港[11] - 初の常設型SCU
    - 管理協力病院 – 大阪府立急性期・総合医療センター
- 大阪府・兵庫県
  - 大阪国際空港
- 兵庫県
  - 神戸空港
  - 但馬飛行場
- 奈良県
  - 橿原運動公園
- 和歌山県 - 東南海・南海地震に対する拠点を兼ねる
  - 南紀白浜空港
- 岡山県
  - 岡山空港
- 広島県
  - 広島空港
- 山口県
  - 山口宇部空港
- 徳島県 - 東南海・南海地震に対する拠点を兼ねる
  - あすたむらんど徳島
  - 徳島飛行場
- 香川県
  - 高松空港
- 愛媛県
  - 松山空港
- 高知県[12] - 東南海・南海地震に対する拠点を兼ねる
  - 高知大学医学部
    - 管理協力病院 – 高知大学医学部附属病院

  - 宿毛市総合運動場
    - 管理協力病院 – 幡多けんみん病院

  - 安芸市営球場
    - 管理協力病院 – 高知県立あき総合病院
- 福岡県
  - 福岡空港
  - 北九州空港
- 熊本県
  - 熊本空港 – 熊本空港は、事前に広域医療搬送拠点に指定され、地震に対する訓練も行っていたにもかかわらず、熊本地震 (2016年) の際に大きな揺れにより天井や壁の一部、窓ガラスなどが多数破損し、それらが屋内に向かって一気に落下・散乱して危険な状態となったため、あえなく使用不能となり、空港ターミナルビルは発災から4日間に渡って全面閉鎖、航空機の離発着も全便停止となった[13][14][15][16]。
- 大分県
  - 大分空港
  - 大分スポーツ公園
- 宮崎県
  - 宮崎空港
  - 新田原基地（にゅうたばる）
- 鹿児島県
  - 鹿児島空港

## 主な出動実績
- 新潟県中越地震（2004年10月）- DMAT初の出動
- JR福知山線脱線事故（2005年4月） - 事故で初の出動[17][18]
- JR羽越本線脱線事故（2005年12月）
- 北海道佐呂間町竜巻災害（2006年11月）
- エキスポランドジェットコースター脱輪事故（2007年5月）
- 新潟県中越沖地震（2007年7月）
- 秋葉原通り魔事件（2008年6月） - 殺人事件で初の出動
- 岩手・宮城内陸地震（2008年6月）
- 平成21年7月中国・九州北部豪雨に伴う防府市土砂災害 （2009年7月）
- 東北地方太平洋沖地震に伴う東日本大震災（2011年3月）
- 関越自動車道高速バス居眠り運転事故（2012年4月）
- 中央自動車道笹子トンネル内崩落事故（2012年12月）
- 2013年福知山花火大会露店爆発事故（2013年8月） - この事故では現場には出動せず、搬送先の市立福知山市民病院に出動し、医療救護や転院先の調整を行った。
- 平成25年台風第26号に伴う伊豆大島土砂災害（2013年10月）
- 平成26年8月豪雨による広島市の土砂災害（2014年8月）
- 御嶽山噴火災害（2014年9月）
- 平成27年台風第18号に伴う平成27年9月関東・東北豪雨災害（2015年9月）
- 平成28年熊本地震（2016年4月）
- 平成30年7月豪雨（2018年7月）

など

### 東日本大震災での活動
東日本大震災では、花巻空港に「ＳＣＵ（臨時医療拠点、Staging Care Unit)」を置き、4日間で136人を受け入れ、16人を広域搬送し、120人が地域医療機関に運ばれた。発足当初はトリアージによって選択された重症者だけを受け入れる予定であったが、広く受け入れることで、被災地の医療機関の負担を軽減できたという。DMATは被災地での治療・被災地外への搬送に対応し、その後の避難所の支援のために日本医師会災害医療チーム (JMAT) が創設された。東日本大震災では感染症対策、食習慣指導、在宅患者などに対応し、4か月で6,000人が被災地に入った。

## 問題点
東日本大震災では津波、原発事故、慢性疾患への対応が必要とされるなど想定外の事態もみられており、DMATがさらに幅広い活動ができるよう、国は見直しを始めている。
また、DMAT隊員は倒壊する恐れがある建物などの危険な場所での救命活動を行っている。一例として、福知山線脱線事故や東日本大震災に伴う町田市のスロープ崩落事故では脱線衝突した車内や倒壊したスロープ内に進入して負傷者に接触し輸液や輸血などの処置を行っており、今後はDMAT隊員の安全確保や消防などの救助組織との円滑な連携が課題となっている。

## 関連書籍
- 稲継裕昭編著 『大規模災害に強い自治体間連携 ― 現場からの報告と提言』 早稲田大学出版部〈早稲田大学ブックレット＜「震災後」に考える＞〉、2012年。ISBN 9784657123046